# بخش فلورس
بخش فلورس (به لاتین: Flores Department) یکی از بخش‌های اروگوئه است. بخش فلورس ۲۵٬۰۵۰ نفر جمعیت دارد.